# Robert Müller (Schriftsteller)

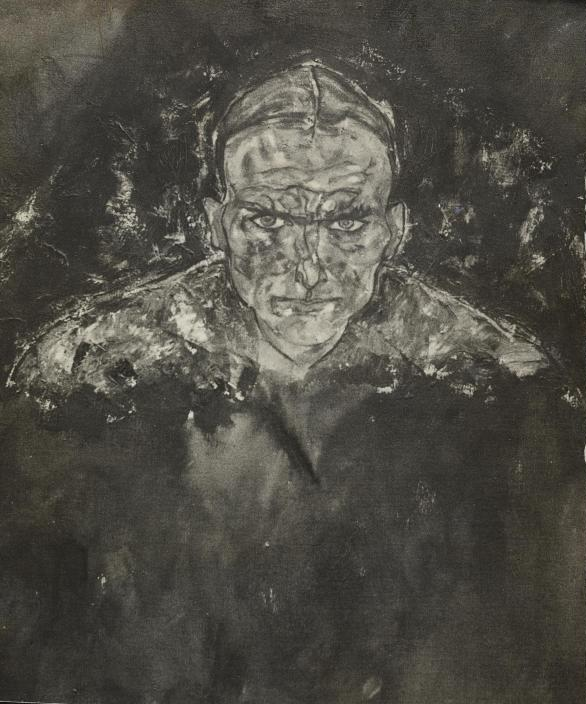
Robert Müller von Egon Schiele

Robert Müller (* 29. Oktober 1887 in Wien; † 27. August 1924 ebenda) war ein österreichischer Schriftsteller, Journalist und Verleger. Während er als Essayist umstritten ist, gilt sein Roman Tropen. Der Mythos der Reise (1915) als ein Meisterwerk des deutschen Exotismus der Jahrhundertwende.

## Leben
Robert Müller wurde am 29. Oktober 1887 als Sohn von Erna und Gustav Müller in Wien geboren. Der Vater entstammte einer Kaufmannsfamilie aus dem böhmischen Reichenberg, die Mutter kam aus Köln. Als Schüler besuchte Robert Müller das Wiener Piaristengymnasium. Nach dem Abitur nahm er 1907 ein philologisches Studium an der Universität Wien auf. Im Februar 1910 reiste er nach New York, wo er für eine deutschsprachige Zeitung, den New Yorker Herold, arbeitete. Nach seiner Rückkehr im Herbst 1911 engagierte er sich im 'Akademischen Verband für Literatur und Musik in Wien', für den er als Leiter der Literatursektion im März 1912 einen Vortragsabend mit Karl May organisierte.
Am Ersten Weltkrieg nahm Müller zunächst als Kriegsfreiwilliger teil. Mit ihm standen seine drei Brüder Erwin, Adolf und Otto Müller an der Front, letzteren verlor er bei Asiago. Robert Müller selbst erlitt im August 1915 beim Einschlag einer Granate am Isonzo einen Nervenschock und musste vom Waffendienst suspendiert werden. Er wurde als Adjutant in einem Wiener Kriegsspital beschäftigt, wo er seine Beförderung zum Leutnant erhielt. Nach einem Einsatz als Redakteur der Belgrader Nachrichten im Jahr 1916 wurde Müller 1917 dem Wiener Kriegspressequartier als Referent für die englische Presse zur Verfügung gestellt. Die Kriegserfahrung führte bei Müller zu einer Annäherung an das pazifistische Lager und zum Anschluss an den kulturrevolutionären literarischen Aktivismus. Im November 1918 initiierte Müller in Wien eine subversive Geheimgesellschaft, die Katakombe. Sie ging im 'Bund der geistig Tätigen' auf, in dem Müller federführend mitwirkte.
Zusammen mit seinem kaufmännisch begabten Bruder Erwin baute Robert Müller jetzt einen kleinen Zeitschriftenvertrieb zu einer Aktiengesellschaft mit Filialen in Budapest, Prag und Zagreb aus. Der Literaria-Konzern kontrollierte in der Region der ehemaligen Habsburger Monarchie die Auslieferung des Programms namhafter deutscher Verlage von Mosse über Kiepenheuer und Ullstein bis Rowohlt.
1923 schied Robert Müller als Direktor aus, noch bevor die Literaria AG aufgrund ihrer expansiven Geschäftspraktiken in Konkurs ging. Vorläufig blieb aus dieser Geschäftsverbindung die Leitung der Satire-Zeitschrift "Muskete", die er 1922 übernommen hatte, in Müllers Händen. Im Januar 1924 gründete der inzwischen 36-jährige seinen eigenen, den Atlantischen Verlag und kündigte ein ambitioniertes Programm an. Er warb ein Stammkapital in Höhe von 200 Millionen Kronen (mehr als 11.000 Goldmark) in bar ein. Doch aufgrund einer Absatzkrise auf dem Buchmarkt geriet Müller im Sommer in eine verzweifelte ökonomische Lage. Am Morgen des 27. August brachte er sich in der Freudenau einen Lungenschuss bei, gegen ein Uhr mittags erlag er im Rudolfsspital den Verletzungen. Die Begräbniskosten musste die Gemeinde Wien übernehmen. Müller hinterließ neben seiner Frau Olga (geborene Estermann) zwei Töchter namens Erika und Ruth. Seit November 2005 gewährt die Stadt Wien Robert Müller ein Ehrengrab und kommt für die Pflege des Familiengrabes mit der Nummer 99 im 23. Geviert des Matzleinsdorfer Friedhofs auf.

## Schriftstellerische Tätigkeit
Das publizistische Werk des mit Erhard Buschbeck, Kurt Hiller, Egon Schiele, Otto Flake, Arthur Ernst Rutra und Robert Musil befreundeten Autors umfasst neben journalistischen Arbeiten Essays, Romane und Novellen, die ihn auch über Österreich hinaus bekannt machten.
Müller publizierte seit 1912 für verschiedene expressionistische Zeitschriften (Saturn, Daimon, Der Friede u. a.). Die Federführung übernahm er für folgende Publikationen: „Der Ruf“ (1913/1914), „Der Anbruch“ (1917/1918), „Der Strahl“ (1919), „Die Neue Wirtschaft“ (1918/1919) und „Zeitgeist“ (1922). Müller schrieb unter anderem für die "Reichspost", die "Wiener Mittags-Zeitung", die "Österreichisch-Ungarische Finanz-Presse", die "Prager Presse" und die "Wiener Allgemeine Zeitung". Seine Essayistik ist nicht frei von antisemitischen Äußerungen und seine Ausführungen zur Rassenanthropologie lassen den Autor gelegentlich suspekt erscheinen. Doch die emphatischen Plädoyers dieses Schriftstellers für eine 'Rassenmischung', für eine sexuelle und kulturelle Hybridisierung, brachten ihn in Opposition zur Rassenreinheits-Doktrin, die sich im deutschen Kolonialismus und dann auch in der Nazi-Bewegung durchsetzte. Müller hat sich im Lauf seiner politischen Entwicklung unter dem Einfluss von Wilsons Völkerbund-Idee von einem Anhänger des Imperialismus zu einem Vertreter supranationaler, imperialer Vorstellungen gewandelt. Diese laufen auf eine Internationalisierung der europäischen Kolonien hinaus und schließen die Vision einer globalen, hybriden Kultur ein.
Literarisch debütierte Müller im April 1912 in der Zeitschrift Der Brenner mit der Erzählung Das Grauen. 1914 folgte die erste selbständige literarische Publikation, die Erzählung Irmelin Rose, die bereits 1908 entstanden sein soll. Im Mittelpunkt des Dramas Die Politiker des Geistes (1917) steht ein aktivistischer Politiker. Der 1920 erschienene Roman Der Barbar führt nach Nordamerika. Müllers Roman Camera obscura (1921) spielt in der Mitte des 20. Jahrhunderts in einer Welt, die zu einem imperialen Staatenbund zusammengefasst ist. In seinem literarischen Kulturbild Flibustier (1922) verarbeitet Müller Kriegserlebnisse und prognostiziert den Bankrott der Literaria AG.
Zwei Werke etablierten Müllers Ruf als Vertreter eines radikalen Exotismus, der auch das Interesse einer postkolonialen Literaturwissenschaft verdient: Als Hauptwerk gilt der essayistische Roman Tropen. Der Mythos der Reise. Urkunden eines deutschen Ingenieurs. Herausgegeben von Robert Müller Anno 1915. Er schildert die vergebliche Schatzsuche dreier Abenteurer im Amazonas-Gebiet. Kritisch setzt sich der Roman mit den Topoi der trivialen exotistischen Literatur in der Tradition Pierre Lotis auseinander. Protagonist ist der deutsche Ingenieur Hans Brandlberger, den unter anderem der Wunsch nach der Gründung eines Imperiums und einer neuen hybriden Rasse mit den Indianern in den tropischen Dschungel treibt. Am Ende töten ihn rebellische Indianer. Schauplatz der Novelle Das Inselmädchen (1919) ist eine Kolonie im Pazifik, die im Auftrag einer internationalen Staatengemeinschaft von einem portugiesischen Gouverneur verwaltet wird. Dieser sieht sich mit rebellischen Insulanern konfrontiert und bekämpft die Aufstände mit Waffengewalt. Darüber hinaus verhängt er ein Verbot sexueller Beziehungen zwischen Ureinwohnern und den Vertretern der Kolonialmacht. Protagonist der Novelle ist der belgische Inspektor Raoul de Donckhard. Er wird das Opfer einer politischen Intrige des Gouverneurs, der ihm ein Inselmädchen in erpresserischer Absicht zuführen lässt.

## Werke
- Irmelin Rose. Die Mythe der großen Stadt. Saturn-Verlag Hermann Meister, Heidelberg 1914
- Karl Kraus oder Dalai Lama, der dunkle Priester. Eine Nervenabtötung. Selbstverlag, Wien April 1914 (Reihe: Torpedo. Monatsschrift für großösterreichische Kultur und Politik. Hg. Robert Müller. Nr. 1, mehr nicht erschienen).
- Macht. Psychopolitische Grundlagen des gegenwärtigen Atlantischen Krieges. Schmidt, München 1915
- Tropen. Der Mythos der Reise. Urkunden eines deutschen Ingenieurs. Herausgegeben von Robert Müller anno 1915. Hugo Schmidt, München 1915. Verschiedene Neuaufl., gelegentlich unter Weglassung von Teilen der Untertitel, zuletzt 2007: ISBN 3-86640-202-3 (ohne Erläut.). Die Reclam-Aufl. 1993 ISBN 3-15-008927-1 mit Ergänzungen des Hg. Günter Helmes: 1. Bibliograph. Hinweise zu "Tropen" (S. 405), 2. ein erklärender Essay als Nachwort (S. 407–438). Vgl. als Grundlage der Reclam-Edition die Ausgaben im Igel-Verlag (Erstaufl. 1990, s. u.) ISBN 3-927104-11-6
- Was erwartet Österreich von seinem jungen Thronfolger? München, Schmidt (1915)
- Österreich und der Mensch. Eine Mystik des Donau-Alpenmenschen.  S. Fischer, Berlin 1916. Sammlung von Schriften zur Zeitgeschichte, 18
- Europäische Wege. Im Kampf um den Typus. Essays. S. Fischer, Berlin 1917. Sammlung von Schriften zur Zeitgeschichte, Bd. 30/31
  - Neuauflage in der Reihe: Vergessene Autoren der Moderne, Heft 46. Universität Siegen 1990. Hg. und Nachwort Günter Helmes ISSN 0177-9869
- Die Politiker des Geistes. Sieben Situationen. ebd. 1917
- Das Inselmädchen. Novelle. Roland, A. Mundt, München 1919
- Der Barbar. Roman. Reiß, Berlin 1920. Einbandzeichnung Kurt Szafranski.
- Bolschewik und Gentleman. ebd. 1920
- Camera obscura. ebd. 1921
- Flibustier. Ein Kulturbild. Interterritorialer Verlag "Renaissance", Wien u. a. 1922. Deckelzeichnung nach Josef Tengler[1]
- Rassen, Städte, Physiognomien. Kulturhistorische Aspekte. Erich Reiss, Berlin 1923[2]

## Werkausgabe
Eine von Günter Helmes herausgegebene Werkausgabe in Einzelbänden erscheint im Igel-Verlag Literatur in Paderborn (Verlagsort heute: Hamburg) (1990ff.).
- Tropen. Der Mythos der Reise (1990; 3. Aufl. 2010)
- Camera obscura (1991)

- Rassen, Städte, Physiognomien (1992)
- Flibustier (1992)
- Der Barbar (1993)
- Irmelin Rose / Bolschewik und Gentleman und andere verstreute Texte (1993) (darin auch: Das Grauen, 1. April 1912, S. 53–69)
- Kritische Schriften I (1993; 2. Aufl. 2011)
- Das Inselmädchen (1994)
- Gesammelte Essays (1995)
- Kritische Schriften II (1995)
- Kritische Schriften III (1996)
- Die Politiker des Geistes (1994)
- Briefe und Verstreutes (1997)
- Paralipomena (2019)

## Notizen
1. ↑  Titelauflage der ersten Ausgabe, alter Verlagsname "Wien, West-Ost-Verlag" überklebt.
2. ↑  Inhalt: Der Deutsche; Der Jude; Der Orientale; Der Americano; Wien; Manhattan; Der Literat; Ein Leutnant; Schieber.

| Personendaten    | Personendaten                                            |
| ---------------- | -------------------------------------------------------- |
| NAME             | Müller, Robert                                           |
| KURZBESCHREIBUNG | österreichischer Schriftsteller, Journalist und Verleger |
| GEBURTSDATUM     | 29. Oktober 1887                                         |
| GEBURTSORT       | Wien                                                     |
| STERBEDATUM      | 27. August 1924                                          |
| STERBEORT        | Wien                                                     |